# Théorème du toit
En géométrie affine, le théorème du toit énonce une propriété de deux plans sécants dans l'espace :

Soient P1 et P2 deux plans sécants suivant une droite d.
- Si une droite est parallèle à P1 et P2, alors elle est parallèle à d.

Ou :
- S'il existe deux droites parallèles d1 et d2, contenues respectivement dans P1 et P2, alors d est parallèle à d1 et d2.

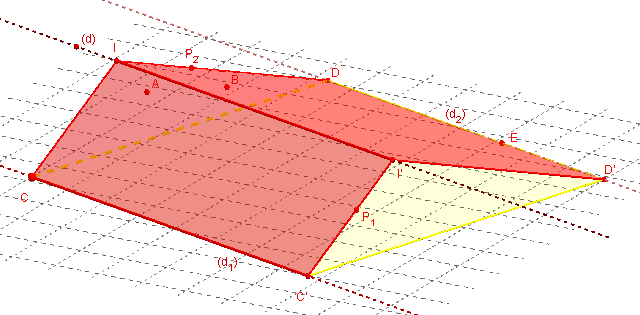
Illustration du second énoncé.